# Myagrus irroratus
Myagrus irroratus är en skalbaggsart som beskrevs av Heller 1924. Myagrus irroratus ingår i släktet Myagrus och familjen långhorningar.
Artens utbredningsområde är Filippinerna. Inga underarter finns listade i Catalogue of Life.